# Ахац IV фон дер Шуленбург
Ахац IV фон дер Шуленбург (на немски: Achaz IV Freiherr von der Schulenburg; * ноември 1638 в Бетцендорф; † 17 август 1678 в Либерозе в Бранденбург) е фрайхер от род фон дер Шуленбург в Алтмарк, Саксония-Анхалт.
Той е вторият син на Ахац II фон дер Шуленбург (1610 – 1680) и съпругата му София Хедвиг фон Велтхайм (1607 – 1667), дъщеря на Йоахим (Аскан) фон Велтхайм (1564 – 1625) и Анна фон Рауххаупт († 1651). Внук е на Левин IV фон дер Шуленбург (1571 – 1614) и съпругата му Анна Мария фон Велтхайм (1580 – 1633), дъщеря на Ахац фон Велтхайм (1538 – 1588) и Маргарета фон Залдерн (1545 – 1615).
Братята му са Левин Йоахим фон дер Шуленбург (1637 – 1694), Вернер Рудолф фон дер Шуленбург (1640 – 1668) и Ханс Георг II фон дер Шуленбург (1645 – 1715).
Ахац IV фон дер Шуленбург умира без наследници на ок. 39 години на 17 август 1678 в Либерозе в Бранденбург.

## Фамилия
Ахац IV фон дер Шуленбург се жени на 21 юни 1672 г. за фрайин Елеонора фон Пьолнитц (* ок. 1648, Венеция; † сл. 1690), дъщеря на генерал-майор фрайхер Герхард Бернхард фон Пьолнитц († 1676) и принцеса Елеонора ван Насау († 1693/1703), дъщеря на принц Мориц Орански. Те имат три деца, които умират малки:
- София Хедвиг (1673 – 1674)
- Хенриета Елеонора (1675 – сл. 1679)
- син (1675 – 1675)